# 1066 Лобелія
1066 Лобелія (1066 Lobelia) — астероїд головного поясу, відкритий 1 вересня 1926 року.
Тіссеранів параметр щодо Юпітера — 3,490.